# Друштво Кнегиња Љубица у Краљеву
Друштво Кнегиња Љубица у Краљеву било је пододбор женског хуманитарног Друштва Кнегиња Љубица из Београда. Овај пододбор је основан 1925. године, а у тренутку оснивања је био друго женско хуманитарно друштво у граду на Ибру, након оснивања пододбора Женског друштва. Пододбор Друштва Кнегиња Љубица у Краљеву постојао је до Другог светског рата.

## Историјат
Патриотско-хуманитарно друштво Кнегиња Љубица основано је у Београду 30. јануара 1899. године. Његов циљ је био да помаже рад просветних установа на територији Старе Србије и Македоније, а пре свега да јача култ православне вере путем помагања цркава, манастира и сиромашних породица. Краљевачки пододбор овог друштва основан је 1925. године. На седници одржаној 12. октобра 1925. године за председницу је изабрана Миља Буњак, која је на овој дужности остала до 1927. године. Она је за своју хуманост била предложена од стране школског надзорника среза Жичког и Студеничког за додељивање Ордена Светог Саве четвртог степена.
Краљевачки пододбор Друштва Кнегиња Љубица имао је у тренутку свог оснивања 134 чланице. Његов рад су помагали својим прилозима и угледни Краљевчани. Број чланица је варирао у наредним годинама, а 1931. је било само 32 чланице, у време економске кризе. Чланице су највећи део помоћи давале сиромашним суграђанима и хуманитарним установама у Краљеву и ван њега. Помагале су сиромашне студенте и ученике. Тако су за празник Врбицу 1930. године су купиле обућу и одећу за сиромашну децу. Сличне акције су организовале и за друге празнике. Краљевчанке које су биле чланице друштва су биле и међу иницијаторима оснивања дечијег забавишта у граду, за шта су 1929. године уплатиле 500 динара. Када је почетком тридесетих година економска криза захватила и Југославију, чланице овог друштва су уплатиле знатну суму новца општинским властима на име помоћи онима који су остали без посла.
Друштво Кнегиња Љубица из Краљева је помагало и бројна слична удружења и установе у другим градовима. Редовно је слата помоћ Дому милосрђа у Штимљу (у ком је након Првог светског рата пружана помоћ ратној сирочади и сиромашној деци), Друштву Српкиња Кнегиња Зорка у Липљану, Одбору за обнову градачке цркве у Градцу код Рашке. Ове Краљевчанке су новчано помагале и подизање Храма Светог Саве у Београду, као и подизање споменика ратницима страдалим у ратовима 1912-1918. године у Краљеву. Ово друштво је посвећивало велику пажњу образовању својих чланица. Са тим циљем управа пододбора је основала 1926. године Клуб за учење страних језика (француског и немачког), а организована је и обука за шивење женских одела и израду женских шешира.
Средства која су прикупљана за хуманитарну помоћ краљевачки пододбор је добијао преко годишње чланарине. Поред тога, организоване су и разне културно-забавне манифестације, које су обогаћивале културни живот Краљева. Посебно је био популаран матине које се одржавао сваке године поводом прославе празника Материца. Током Видовдана, чланице друштва су на више места у граду продавале цвеће косовског божура које им је слао Главни одбор Друштва из Београда, а новац који је добијен на овај начин је такође уплаћиван у добротворне сврхе. Пододбор је имао и свој музички оркестар, који је држао концерте у Краљеву и другим градовима Србије.
Рад Друштва Кнегиња Љубица је био забрањен након окупације Србије у Другом светком рату. То је означило крај активности и за краљевачки пододбор. После рата његов рад, као и рад других грађанских друштава у земљи, није био обновљен.